# Geteilt durch Null (Sammlung)
Geteilt durch Null (englisch Stories of Your Life and Others) ist eine Science-Fiction-Sammlung aus acht Kurzgeschichten des US-amerikanischen Schriftstellers Ted Chiang, veröffentlicht im Jahr 2002. Eine deutsche Übersetzung erschien im Jahr 2020 beim Golkonda-Verlag. Eine Kurzgeschichte gewann den Hugo Award und vier weitere wurden nominiert, zudem gewannen drei den Nebula Award.

## Inhalt
- Der Turmbau zu Babel (1990): In einer Welt, in welcher antike hebräische Kosmologie gültig ist, soll der Turm von Babel den Schöpfer erreichen.
- Geteilt durch Null (1991): Nach der Entdeckung einer Inkonsistenz in der Arithmetik stürzt eine Mathematikerin in eine persönliche Krise.
- Verstehen (1991): Ein neues Hormon, fähig zur Wiederherstellung von Neuronen, macht Menschen übernatürlich intelligent.
- Geschichte deines Lebens (1998): Nach der Ladung von Außerirdischen muss deren Sprache entschlüsselt werden.
- Zweiundsiebzig Buchstaben (2000): In einer Welt mit Golems droht die Menschheit durch sinkende Spermienzahlen auszusterben.
- Die Evolution menschlicher Wissenschaft (2000): In der Zukunft wird Wissenschaft nur noch durch genetisch modifizierte Metamenschen betrieben.
- Die Hölle ist die Abwesenheit Gottes (2001): Ein verwitweter Mann muss nach dem Tod seiner Frau unbedingt seine Seele retten.
- Die Wahrheit vor Augen (2002): Durch eine künstliche Modifikation wirken alle Menschen gleich attraktiv.

## Auszeichnungen
Die gesamte Sammlung gewann den Locus Award im Jahr 2003.
Die Hölle ist die Abwesenheit Gottes gewann den Hugo Award im Jahr 2002. Der Turmbau zu Babel, Verstehen, Geschichte deines Lebens und Zweiundsiebzig Buchstaben wurden jeweils in den Jahren 1991, 1992, 1999 und 2001 für den Hugo Award nominiert. Ted Chiang lehnte eine Nominierung für Die Wahrheit vor Augen ab, da die Kurzgeschichte durch Zeitdruck nicht ganz so wurde wie von ihm beabsichtigt. Der Turmbau zu Babel, Geschichte deines Lebens und Die Hölle ist die Abwesenheit Gottes gewannen jeweils in den Jahren 1991, 2000 und 2003 den Nebula Award.

## Kritik
Christian Endres von diezukunft.de schreibt, die Sammlung ist „wohl recherchiert und durchdacht mit einem Maximum an sprachlicher Präzision“ und lässt sich „mehr als einmal lesen“. Trotz des Alters sind die Kurzgeschichten in „keinem Fall spürbar gealtert“.